# Коллективный договор
Коллекти́вный догово́р — правовой акт, регулирующий социально-трудовые отношения в организации или у индивидуального предпринимателя и заключаемый работниками и работодателем в лице их представителей (по определению статьи 40 ТК РФ). Коллективный договор на предприятии заключают работодатель и профсоюз работников или полномочные представители работников, если работники не объединились в профсоюз.

## Содержание и структура коллективного договора
Содержание и структура коллективного договора определяется сторонами коллективных переговоров. В коллективный договор могут включаться взаимные обязательства сторон по следующим вопросам: формы, системы и размеры оплаты труда, денежные вознаграждения, пособия, компенсация, доплаты; механизм регулирования оплаты труда исходя из роста цен, уровня инфляции, выполнения показателей, определённых коллективным договором; занятость, переобучение, условия высвобождения работников; продолжительность рабочего времени и времени отдыха, отпусков; улучшение условий и охраны труда молодёжи, женщин и других работников; добровольное и обязательное медицинское страхование; соблюдение интересов работников при приватизации предприятия, ведомственного жилья; экологическая безопасность и охрана здоровья работников на производстве; льготы для работников, совмещающих работу с обучением; контроль за выполнением коллективного договора; ответственность сторон, социальное партнёрство, обеспечение условий функционирования профсоюзов, иных уполномоченных работниками исполнительных органов; отказ от забастовок по условиям, включённым в данный коллективный договор, при своевременном и полном их выполнении.

## Особенности регулирования процедуры заключения коллективных договоров в РФ
- Коллективный договор заключается сроком до трёх лет и может быть продлён на общий период (срок).

## Регулирование процедуры коллективных переговоров в РФ и других странах
- Регулируется в России главой 7 ТК РФ.[1]